# پناک (مینه‌سوتا)
پناک، مینه‌سوتا (به انگلیسی: Pennock, Minnesota) یک شهر در ایالات متحده آمریکا است که در شهرستان کندیوهای، مینه‌سوتا واقع شده‌است.

## خصوصیات
پناک ۲٫۷۵ کیلومترمربع مساحت و ۵۰۸ نفر جمعیت دارد و ۳۴۴ متر بالاتر از سطح دریا واقع شده‌است.